# Inverso multiplicativo (aritmética modular)
En la aritmética modular, el inverso multiplicativo de un número entero n módulo p es otro entero m (módulo p) tal que el producto mn es congruente con 1 (módulo p). Esto significa que tal número m es el inverso multiplicativo en el anillo de los enteros módulo p, es decir, n-1 ≡ m (mod p). Se habla de inverso multiplicativo para distinguirlo del elemento inverso, tal y como es entendido en teoría de grupos.
El inverso multiplicativo de n módulo p existe si y solo si n y p son coprimos, es decir, si mcd(n, p)=1. Si existe el inverso multiplicativo de un número n módulo p, entonces se puede definir la operación de división de cualquier otro número entre n módulo p, mediante la multiplicación de ese número por el inverso n-1. Si p es un número primo, entonces todos los números excepto el cero (y sus congruentes —los múltiplos de p) son invertibles, lo que convierte al anillo de los enteros módulo p en un cuerpo.

## Explicación
A veces se pueden encontrar muchos valores de m para los cuales sea cierta esta congruencia. El m seleccionado como multiplicador modular inverso es generalmente el natural más pequeño posible (o simplemente el que sea miembro del conjunto Zn en el que n sea el módulo).
Por ejemplo:
la división gracias a que m (módulo) es la multiplicación o la prueba de la división
nos da
3m ≡ 1 (mod 11)
El m más pequeño que resuelve esta congruencia es 4; así pues, el multiplicador modular inverso de 3 (mod 11) es 4. Sin embargo, otro m que resuelve la congruencia es 15 (fácilmente determinable sumando p al inverso obtenido).

## Cálculo

### Algoritmo Euclidiano Extendido
El inverso multiplicativo de n módulo p se puede obtener mediante el Algoritmo de Euclides. En particular, invocando el algoritmo extendido de Euclides con n y p como argumentos se obtiene una tripla (x,y,mcd(n,p)) tal que
{\displaystyle xn+yp=mcd(n,p)\,.}
Si MCD(n,p)=1 entonces
{\displaystyle xn\equiv 1{\pmod {p}},}
de donde {\displaystyle x} es el inverso modular de n módulo p.
Si el MCD(n,p)≠ 1 entonces no existe el modular inverso.
Este algoritmo se ejecuta en un tiempo O(log(p)2) (asumiendo que |n|<p).

#### Ejemplo
Por ejemplo, supongamos que queremos calcular el inverso de 117 módulo 244. Por tanto con nuestra nomenclatura (n módulo p), p=244 y n=117
Lo primero que hacemos es aplicar el algoritmo de Euclides para verificar que mcd(n,p)=1. Posteriormente aprovechamos los pasos intermedios para hallar el mcd(n,p) en términos de n y p y así obtener el inverso de n que notaremos por n-1.
- Paso 1:Como |n| < p entonces podemos expresar p como p=qn+r. Es decir 244=2*117+10
- Paso 2:Como 117>10 entonces 117=11*10+7
- Paso 3:Como 10>7 entonces 10=1*7+3
- Paso 4:Como 7>3 entonces 7=2*3+1
- Paso 5:Como 3>1 entonces 3=1*3+0

De esta forma demostramos que mcd(244,117)=1
- Paso 6: Del paso 4 despejo el resto (el número que queda a la derecha de la suma), quedando 1=7-3*2
- Paso 7: Del paso 3 despejo el resto quedando 3=10-1*7. Si sustituimos en la ecuación del paso 6 tenemos 1=7-(10-1*7)*2=-2*10+3*7
- Paso 8: Del paso 2 despejo el resto quedando 7=117-11*10. Si sustituimos en la ecuación del paso 7 tenemos 1=-2*10+3(117-11*10)=3*117-35*10
- Paso 9: Del paso 1 despejo el resto quedando 10=244-2*117. Si sustituimos en la ecuación del paso 8 obtenemos 1=3*117-35*(244-2*117)=-35*244+73*117. De esta ecuación podemos decir que n-1=73 que es lo que queríamos calcular.
- Paso 10: Si n-1 es negativo, el inverso n-1 se recalcula como n-1 + p.

### Exponenciación Modular Directa
El método de exponenciación modular directa como alternativa al algoritmo euclidiano extendido es el siguiente:
De acuerdo con el Teorema de Euler, si n es coprimo con p, es decir, MCD(n,p)=1, entonces,
nφ(p) ≡ 1 (mod p)
Esto se deduce del Teorema de Lagrange y del hecho de que n pertenece al grupo multiplicativo de enteros módulo n {\displaystyle (\mathbb {Z} /p\mathbb {Z} )^{*}} si y sólo si n es coprimo con p.
Así pues,
nφ(p)-1 ≡ n-1 (mod p)
donde φ(p) es la Función φ de Euler.
De esta forma se puede obtener el multiplicador modular inverso de n módulo p de forma directa:
nφ(p)-1 ≡ m (mod p)
En el caso especial en que p es primo,
φ(p) = p - 1
Se puede usar la Exponenciación binaria para ejecutar este método de forma eficiente para lo cual se requieren solamente O(log(p)) operaciones modulares.
Si se utiliza el método escolar tradicional, el tiempo de ejecución es O(log(p)3).
Cuando se usa la multiplicación basada en FFT de Strassen, el tiempo de ejecución es O(log(p)2 log(log(p))log(log(log(p)))). Este método es generalmente más lento que el algoritmo euclidiano extendido pero se usa a veces cuando ya existe una implementación de la exponenciación modular. Una desventaja de este método es que necesita φ(p) porque la única forma de computación eficiente requiere el conocimiento de los factores de p.

## Implementación en C
```
//Calculador de inversos modulares (CIM)

//Uso: cim a m

//El programa (cim) hallará b siendo esta expresión: (a * b)(mod m) = 1 .

//Si al ejecutarse no muestra nada, el 'a' introducido no tiene inverso para ese módulo ('m').

#include
 
<stdio.h>

#include
 
<stdlib.h>

int
 
main
(
int
 
argc
,
 
char
**
 
argv
)

{

    
if
(
argc
 
==
 
1
)
exit
(
-1
);

    
int
 
b
,
 
//Almacena el valor de b en (a * b)(mod m)

        
x
,
 
//Almacena el resultado de la op.

        
a
 
=
 
atoi
(
argv
[
1
]),
 
//Almacena a

        
m
 
=
 
atoi
(
argv
[
2
]);
 
//Almacena m

    
for
(
b
 
=
 
0
;
 
b
 
<
 
m
;
 
b
++
)

    
{

        
x
 
=
 
(
a
 
*
 
b
)
 
%
 
m
;

        
if
(
x
 
==
 
1
)

            
printf
(
"%i"
,
 
b
);

    
}

    
return
 
0
;

}

```

## Implementación en Java
```
/*

CREADO POR JLCY 17-1-2016

APLICANDO EL LEMA DE BEZOUT SE CONSIGUE LLEGAR AL MCD DE "a" Y "p" COMO UNA COMBINACION LINEAL DE "a" y "p" CON EL ALGORITMO DE EUCLIDES.

YA CON ESTO SI EL MCD ES 1 , "a" y "p" son primos relativos y existe el inverso de "a" modulo "m"

ESTA SOLUCION ES MAS OPTIMA YA QUE NO PARA SOBRE TODOS LOS POSIBLES INVERSOS 

*/

public
 
void
 
obtenerInverso
(
int
 
a
,
 
int
 
m
)

{

    
int
 
c1
 
=
 
1
;

    
int
 
c2
 
=
 
-
 
(
m
 
/
 
a
);
 
//coeficiente de a y b respectivamente

    
int
 
t1
 
=
 
0
;

    
int
 
t2
 
=
 
1
;
 
//coeficientes penultima corrida

    
int
 
r
 
=
 
m
 
%
 
a
;
 
//residuo, asignamos 1 como condicion de entrada 

    
int
 
x
 
=
 
a
,
 
y
 
=
 
r
,
 
c
;

    
while
 
(
r
 
!=
0
 
)
 
{

        
c
 
=
 
x
 
/
 
y
;
 
//cociente

        
r
 
=
 
x
 
%
 
y
;
 
//residuo

        
// guardamos valores temporales de los coeficientes

        
// multiplicamos los coeficiente por -1*cociente de la division

        
c1
 
*=
 
-
c
;

        
c2
 
*=
 
-
c
;

        
//sumamos la corrida anterior

        
c1
 
+=
 
t1
;

        
c2
 
+=
 
t2
;

        
//actualizamos corrida anterior

        
t1
 
=
 
-
 
(
c1
 
-
 
t1
)
 
/
 
c
;

        
t2
 
=
 
-
 
(
c2
 
-
 
t2
)
 
/
 
c
;

        
x
 
=
 
y
;

        
y
 
=
 
r
;

    
}

    
if
 
(
x
 
==
 
1
)
 
//residuo anterior es 1 , son primos relativos y el inverso existe

        
System
.
out
.
println
(
t2
);

    
else

        
System
.
out
.
println
(
"No hay inverso"
);

}

```